# Jan Lauwers (Radsportler)
Jan Lauwers (* 5. Oktober 1938 in Zemst) ist ein ehemaliger belgischer Radrennfahrer.

## Sportliche Laufbahn
Lauwers war im Straßenradsport aktiv. 1962 startete Lauwers als Unabhängiger und wurde Vize-Meister in dieser Klasse. Den Scheldeprijs gewann er ebenfalls im Rennen der Unabhängigen. Von 1963 bis 1967 startete er als Berufsfahrer. 1963 holte er zwei Etappensiege in der Vuelta a España, 1964 bei Paris–Nizza und 1967 erneut in der Vuelta a España. Das Eintagesrennen um den Großen Preis des Kantons Aargau gewann er 1964 bei der ersten Austragung vor Georges Vandenberghe. 1966 gewann er das Eintagesrennen Grand Prix de la Ville de Vilvorde. Zweite Plätze holte Lauwers 1965 im Großen Preis der Dortmunder Union Brauerei, 1966 im Circuit des Régions flamandes und 1967 im La Flèche brabançonne (hinter Roger Rosiers) sowie im Grand Prix de la ville de Vilvorde.
Die Vuelta a España fuhr er zweimal. 1963 wurde er 52., 1967 beendete Lauwers das Rennen nicht. Im Giro d’Italia 1963 schied er aus.